# Rybne Skały
Rybne Skały – grupa skał w dolnej części lewych zboczy Doliny Będkowskiej na Wyżynie Olkuskiej będącej częścią Wyżyny Krakowsko-Częstochowskiej. Administracyjnie znajdują się we wsi Kobylany w województwie małopolskim, w powiecie krakowskim, w gminie Zabierzów.
Rybne Skały znajdują się powyżej stawów hodowlanych gospodarstwa na dnie Doliny Będkowskiej. Tworzą skalny mur opadający wzdłuż stoku. Są to zbudowane z twardych wapieni skały o wysokości 10–12 m. Przez wspinaczy skalnych zaliczane są do Grupy nad Stawami.

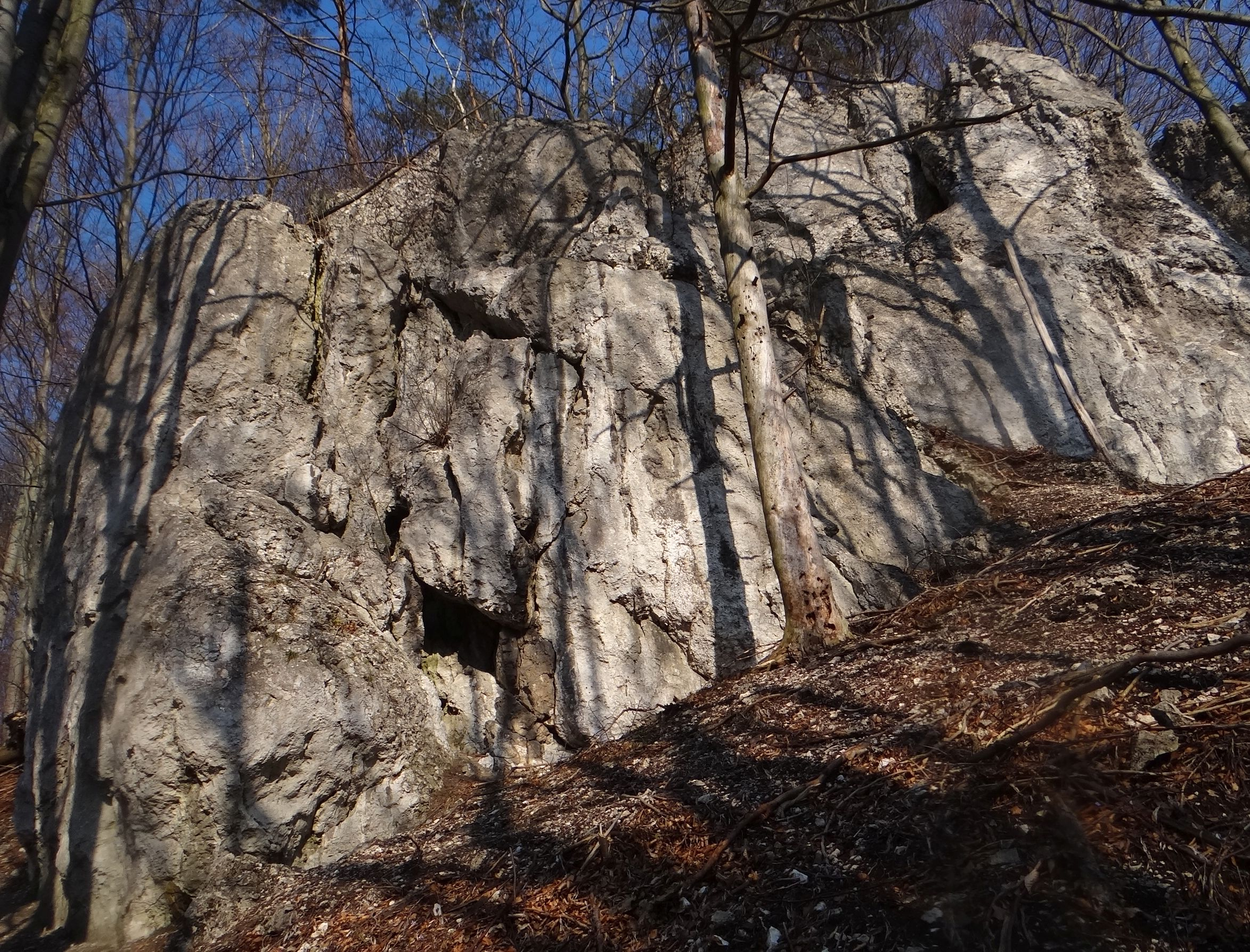
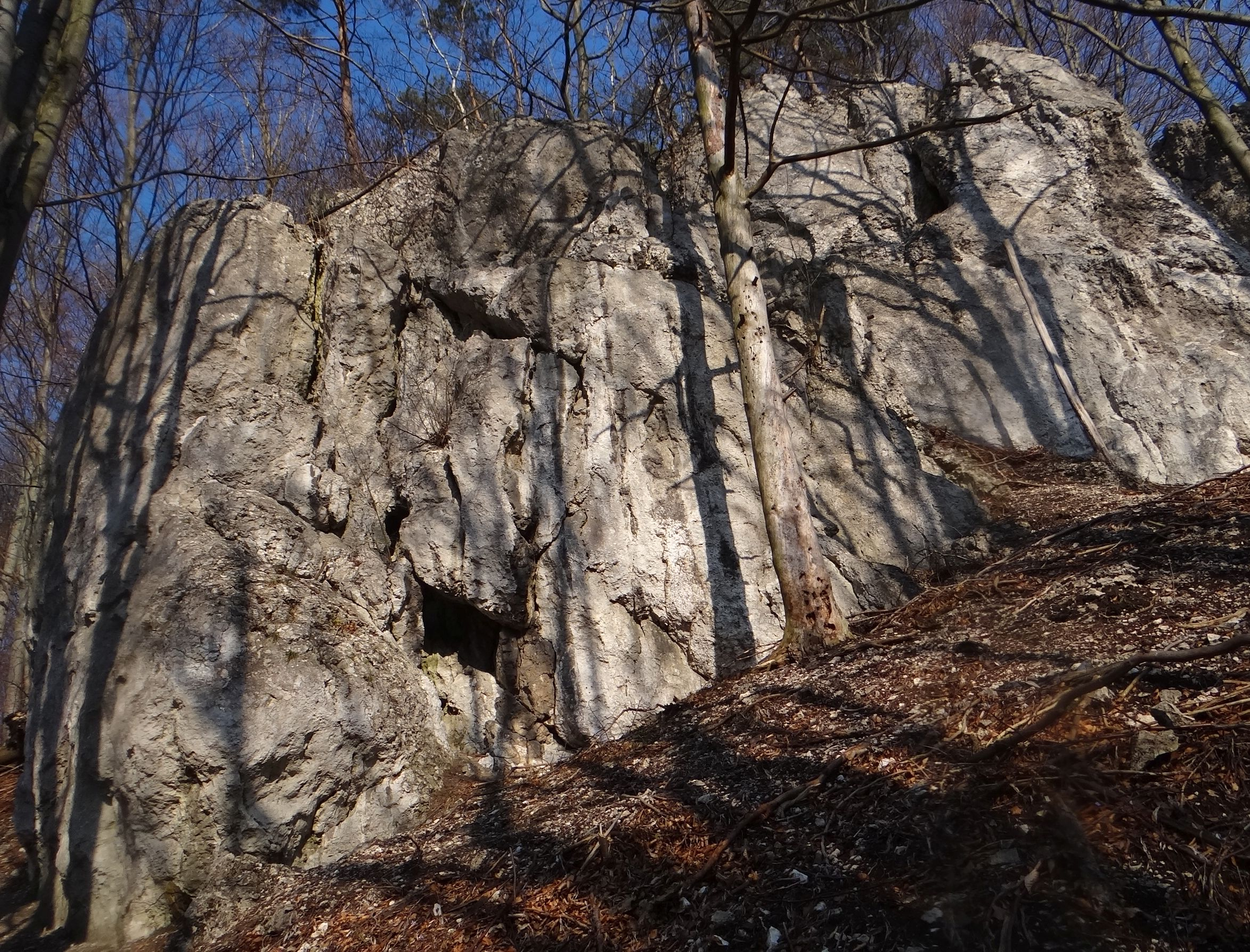
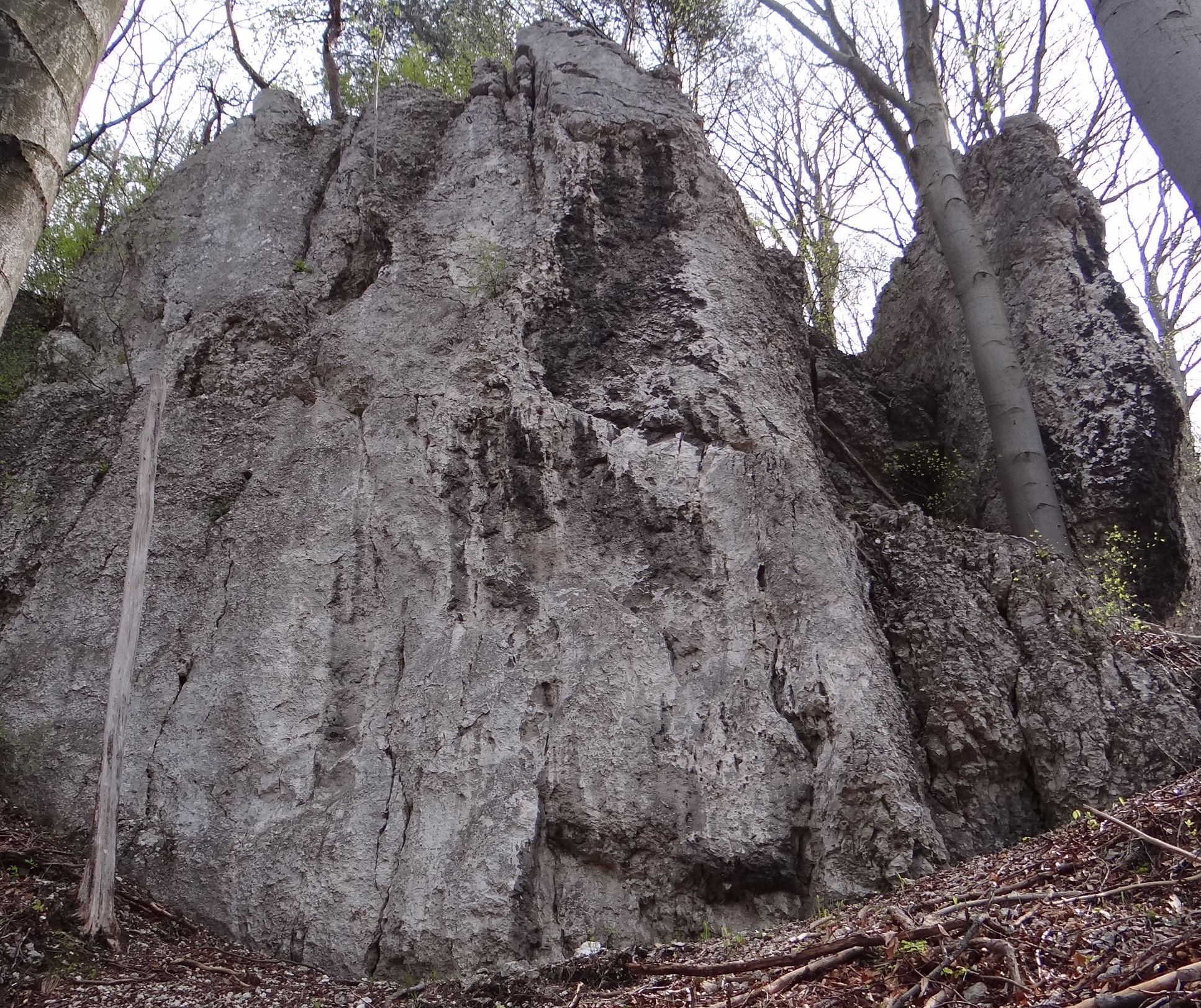
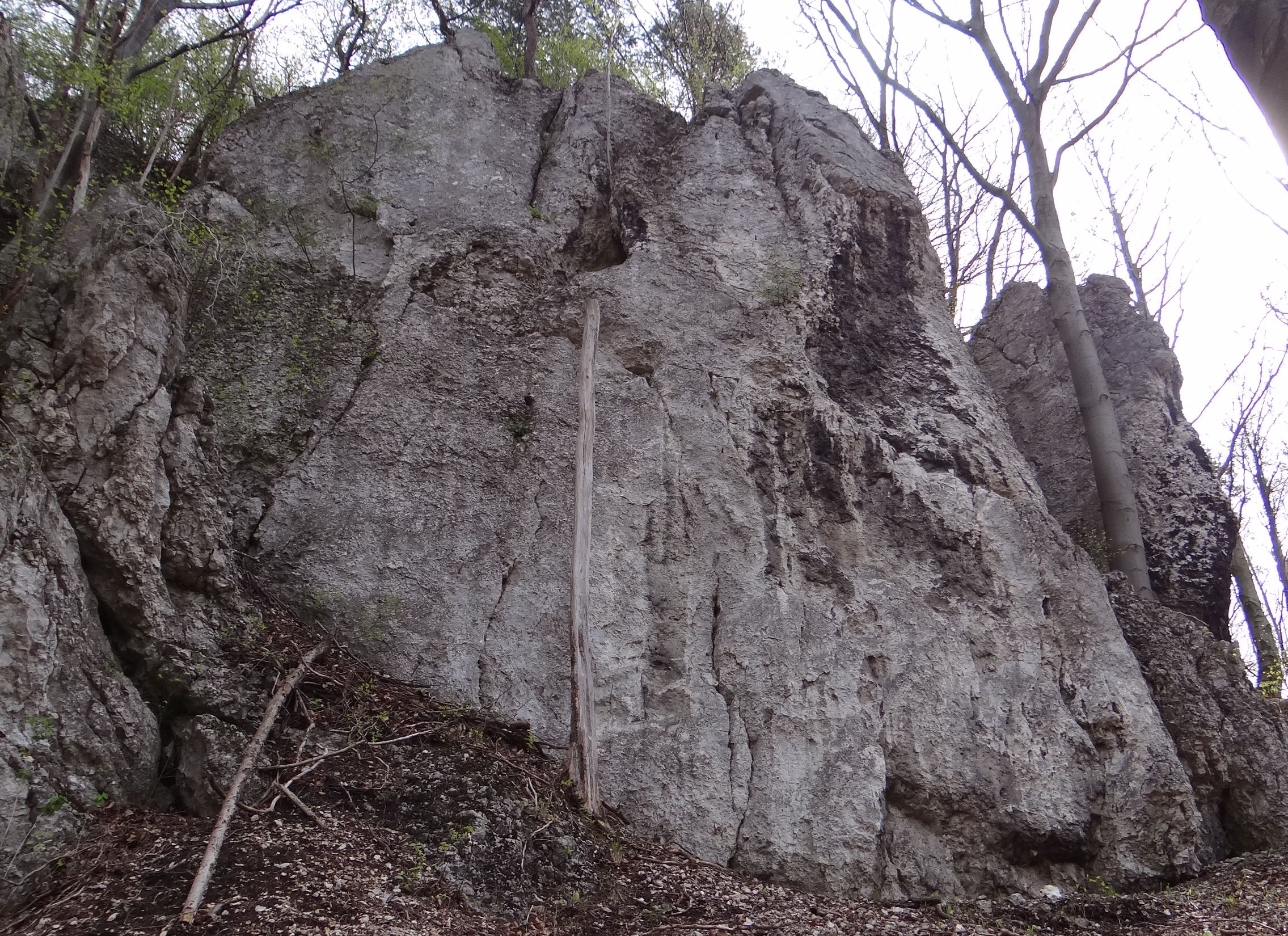
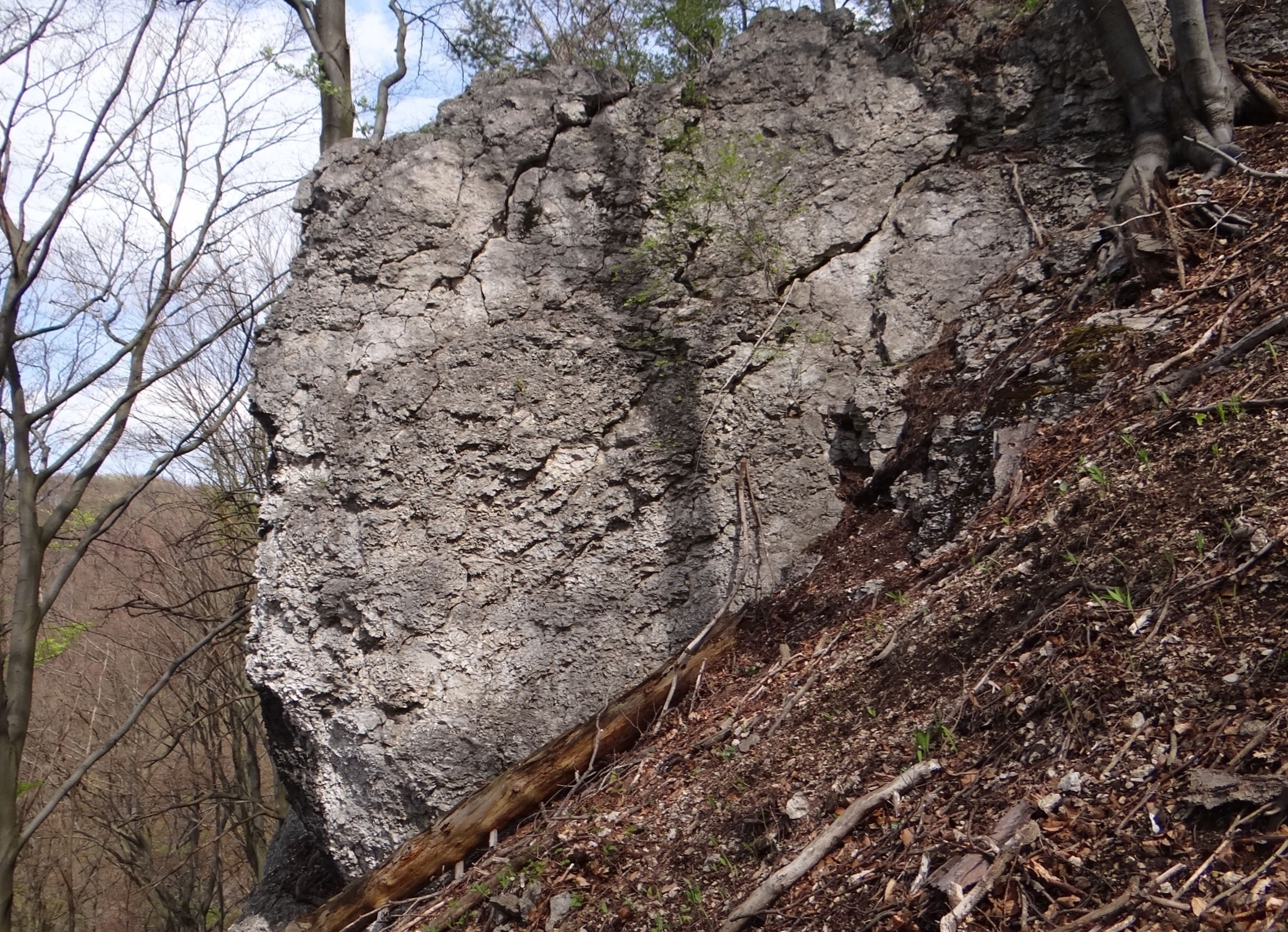
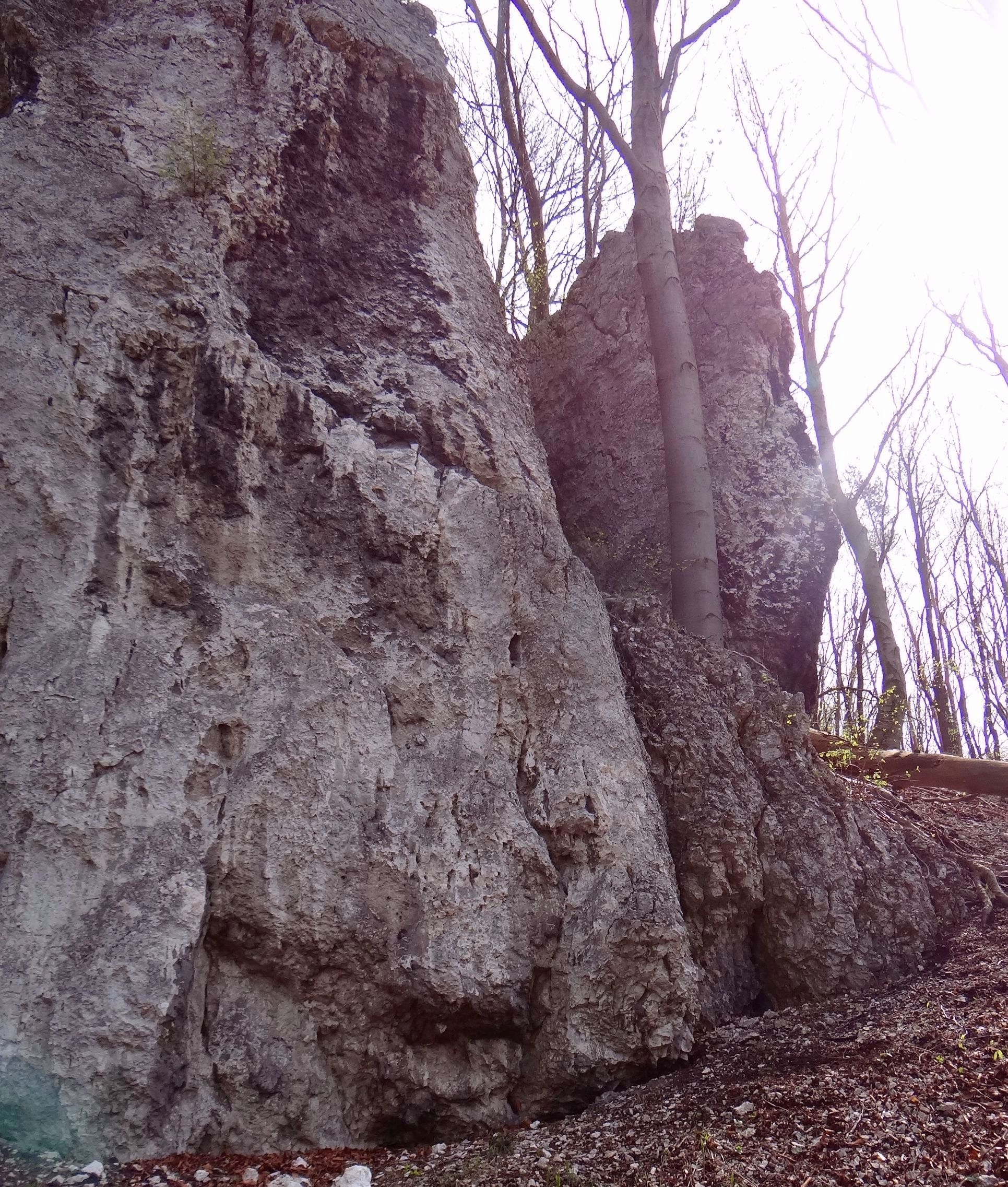
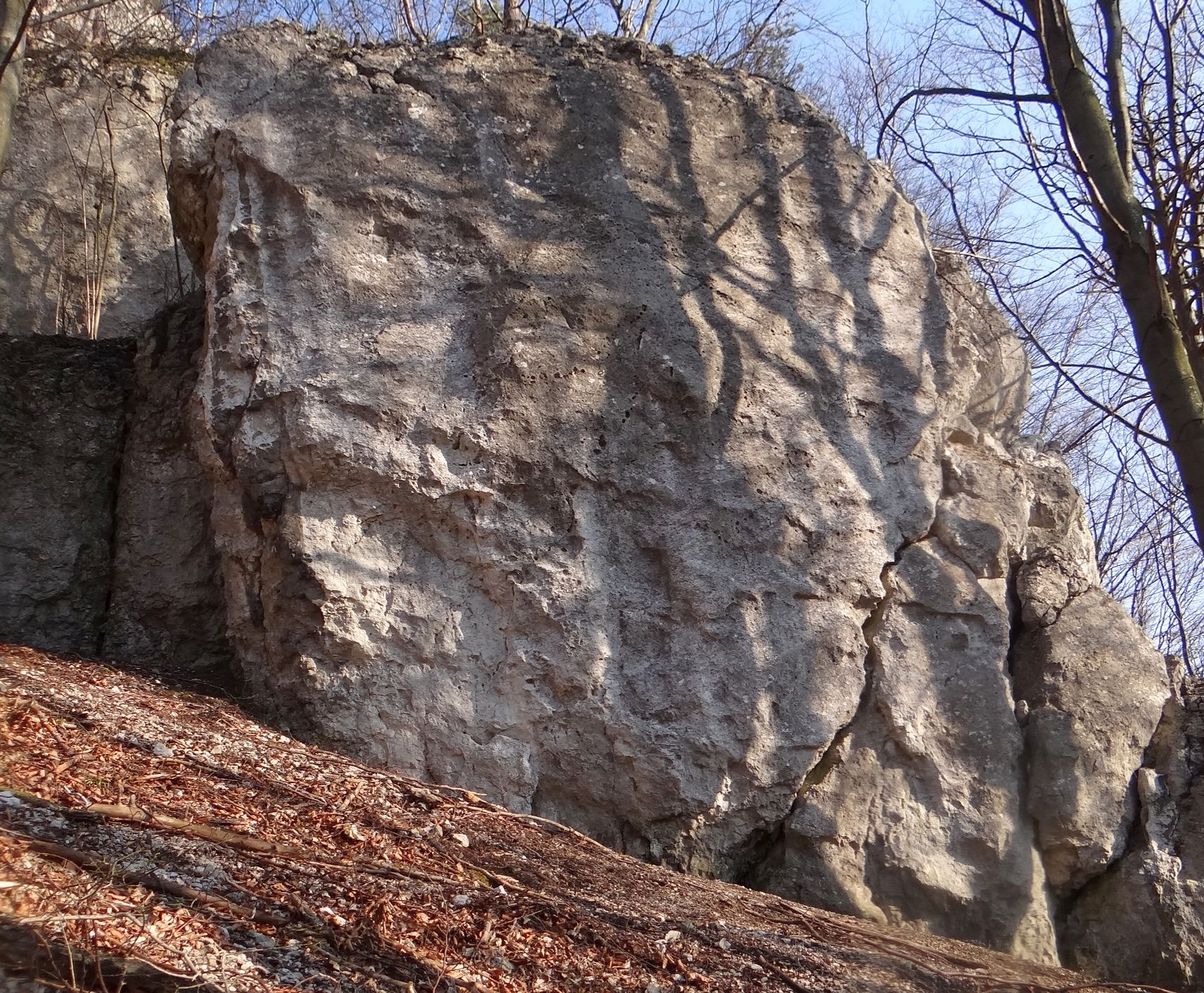

## Drogi wspinaczkowe
Na Rybnych Skałach jest 16 dróg wspinaczkowych o trudności od III do VI.6+ w skali polskiej. Na niektórych z nich zamontowano stałe punkty asekuracyjne w postaci ringów (r) i stanowisk zjazdowych (st) lub dwóch ringów zjazdowych (drz).

Rybne Skały I
1. Król dama walet: VI.2+, 2r + drz, 8 m
2. Tamte brzegi: VI.4, 3r + st, 10 m
3. Zaproszenie na egzekucję: VI.6, 3r + st, 10 m
4. Przejrzystość rzeczy: VI.3, 3r + st, 10 m
5. Prostowanie zaproszenia: VI.6+, 3r + st, 10 m
6. Rolnicze rozmowy: VI, 10 m
7. Rolnik szuka żony: VI.3, 2r + st, 10 m
8. Filarek i komin: IV, 10 m
9. Rolniczy kwadrans: V+, 10 m

Rybne Skały II
1. Filarek i komin; IV, 10 m
2. Rybny komin; III, 10 m
3. Nowoczesność w domu i zagrodzie; VI+, 10 m

Rybne Skały III
1. Pornogrubasy; VI+, 11 m
2. Shemhamforash; VI+, 3r + rz, 11 m
3. Antypapież Ziemi Kaliskiej; VI.1, 12 m
4. Rybny filar; V+, 12 m[3].